# Fiuminata
Fiuminata – miejscowość i gmina we Włoszech, w regionie Marche, w prowincji Macerata.
Według danych na rok 2004 gminę zamieszkiwało 1515 osób, 19,9 os./km².

## Współpraca
Miejscowość partnerska:
- Differdange, Luksemburg